# Браун, Тона
Тона Браун (англ. Tona Brown; род. 30 декабря 1979 года) — американская скрипачка, меццо-сопрано и первая трансгендерная женщина, выступившая в Карнеги-холл. Она стала первой афроамериканской трансгендерной женщиной, выступившей для американского президента.

## Детство
Браун начала играть на скрипке в возрасте 10 лет. В школе Governor’s School for the Arts получала образование по художественной программе для одаренных и талантливых учеников. Браун получила образование в Музыкальной консерватории Шенандоа, где училась игре на скрипке, альте, фортепиано и вокалу.

## Карьера
Она была выбрана для участия в национальном туре с «Tranny Road Show», мультимедийной туристической группе трансгендерных артистов, которые гастролировали из Флориды в Канаду в апреле 2006 года.
Браун также была выбрана в качестве исполнителя для Out Music Awards 2011.
25 июня 2014 года Браун выступила в Карнеги-холл.
В 2015 году Браун появилась в полнометражном документальном фильме «За что мы стоим», в котором рассказывается о ЛГБТ+ артистах.

## Дискография
- This Is Who I Am (2012)